# 雲南省政府 (中華民國)
雲南省政府是中華民國南京國民政府在雲南省的最高地方行政機關。

## 所在地
民國17年，國民政府統一中國後，設置雲南省政府治理雲南。
民國24年（1935年）分昆明縣置昆明市，雲南省省會改置於此。
民國38年（1949年）12月9日，時任雲南省主席盧漢宣布投共。
民國39年（1950年）以後，不支持盧漢投共的人員將雲南省政府由昆明遷至泰國曼谷，直至民國43年（1954年）雲南省政府裁撤。